# LEX (sèrie de televisió)
LEX és una sèrie de televisió produïda per Globomedia per a la cadena espanyola Antena 3, que la va emetre en estrena entre el 5 de juny i el 21 de desembre de 2008. Consta d'un total de 16 episodis, repartits en dues temporades.

## Argument
L'acció es desenvolupava en un bufet d'advocats anomenat LEX, sigles dels seus tres socis: Daniela León, Mario Estrada i Gonzalo Xifré.

## Personatges

### Fixos
- Mario Estrada (Javier Cámara). Va estudiar dret amb Dani (la seva exparella) i amb Gonzalo, el seu amic i soci. És molt eficient, però utilitza mètodes poc "normals" per a aconseguir els seus propòsits, que sempre són guanyar el judici sigui com sigui.[3] És egoista i poques vegades pensa en els altres; pel que sembla, no està preparat per ser pare. Recentment ha tallat amb la seva parella (Dani), ja que aquesta el va enxampar al llit amb Marta, una jove secretària, a poques setmanes de les noces. Viu en el seu bonic pis amb Gonzalo, el seu millor amic. Fins a poc abans havia viscut amb la seva germana Eli, però després que (suposadament) ella li contés a Dani que s'havia ficat al llit amb Silvia (els dos s'havien emborratxat), ell es va enfadar amb ella i la va fer fora de casa.
- Daniela "Dani" León (Nathalie Poza). Va estudiar dret amb Gonzalo i Mario; va ser la millor de la seva promoció. Com tots a LEX, és molt eficient i professional. També té sentit de l'humor. Va tallar amb Mario en assabentar-se de la seva infidelitat. Estava embarassada d'ell, però va perdre al bebè. Va estar a punt de tornar amb Mario, però quan es va assabentar que Mario es va ficar al llit amb Silvia va tornar a deixar-lo. En l'actualitat està sortint amb el jutge Germán Torres.
- Gonzalo Xifré (Santi Millán). Va estudiar amb Dani i Mario, però va aconseguir el títol amb poc esforç (xuletes, suborns...). Està obsessionat amb els diners, i l'única cosa que li interessa d'un client és la seva cartera. Està enamorat de Dani des que eren joves, i es refugia en el sexe per poder "oblidar-la".[4]
- David Vega (Pau Roca). És un jove de barri; els seus pares van haver de fer un gran esforç econòmic per a pagar-li la carrera de dret. Ara és un professional que no està decidit a trair els seus principis per a guanyar un cas. Va sortir durant un temps amb Silvia, però després que ella es fiqués al llit amb Mario el van deixar. Des del principi de la sèrie ha estat amic d'Eli, encara que sempre s'ha observat que sent alguna cosa per ella. Va estar a punt de ser acomiadat del bufet per Raúl, però es va salvar gràcies a Silvia. Ara està intentant (sense èxit) que Eli deixi a Raúl, però no ho té fàcil, ja que ella no el creu.
- Eli Estrada (Clara Lago). És la germana petita de Mario. Estudia el mateix que va estudiar ell. És divertida, eixelebrada i sexy. És amiga de David des que el va conèixer al principi de la sèrie. Al principi estava clarament enamorada d'ell, encara que com David estava amb Silvia no va arribar més lluny. Ara està sortint amb Raúl.
- Gema Bini (Kira Miró). La seva mare va morir quan era molt jove i ha de fer-se càrrec del seu pare (d'origen argentí) i de quatre germans menors. Va estar a l'acadèmia de policia, però se'n va anar perquè no suportava rebre ordres. És sexy i sap aconseguir informació de manera molt subtil. És la millor amiga de Dani i viu amb aquesta i amb Silvia.
- Silvia Marall (Silvia Marty). És filla del gran Jaime Marall, un advocat extremadament bo i famós. Sent que el seu pare veu que ella no és capaç d'arribar on ha arribat ell, per això s'esforça tot el que pot en el seu treball. Va estar sortint amb David fins que ella es va ficar al llit amb Mario. Abans de l'inici de la sèrie va sortir amb Raúl, del qual coneix diversos secrets, que usa per evitar que acomiadi a David.
- Raúl Serra (Álex González). És la mà dreta de Jaime Marall i ex-xicot de la seva filla Silvia. Es posa al capdavant del bufet quan Marall es fa amb el 60% de les accions. Comença a sortir amb Eli poc després d'arribar al bufet. Quan van estar sortint junts, va fer alguna cosa que és prou dolent com perquè no vulgui que Jaime Marall se n'assabenti.[5]
- Katia, la secretària (Dulcinea Juárez). És la secretària i recepcionista. És intel·ligent i homosexual (actualment té parella). Ho soluciona tot a la perfecció, i està a tot arreu, encara que no la necessitin.

### Episòdics
- Jaime Marall, pare de Silvia (Josep Maria Pou).
- Germán Torres, jutge i xicot de Daniela (Aitor Merino).
- Rosada Janer (Paz Vega)[6]
- Fiscal (Sonia Castelo)
- Rebeca (Lola Baldrich)

## Episodis i audiències
LEX es va estrenar el 5 de juny de 2008 amb una audiència mitjana de tres milions d'espectadors i un 16,6% de quota de pantalla, sent aquesta la més vista de les seves 16 lliuraments. Després, les xifres d'audiència van anar descendint progressivament, fins a arribar al seu mínim el 21 de desembre de 2008, amb el capítol final, que va ser vist per 1.460.000 espectadors (10,9% de share).

### Audiències per temporada
| Temp    | Episodis | Estrena              | Final                  | Espectadors | Share |
| ------- | -------- | -------------------- | ---------------------- | ----------- | ----- |
| Primera | 5        | 5 de juny de 2008    | 10 de juliol de 2008   | 2 341 000   | 14,1% |
| Segona  | 11       | 19 d'octubre de 2008 | 21 de desembre de 2008 | 1 933 000   | 11,6% |
| TOTAL   | 16       | 2008                 | 2008                   | 2 137 000   | 12,8% |

### Temporada 1 i 2
| Capítol | Nom                                     | Data d'emissió    | Espectadors       | Share             |                   |
| ------- | --------------------------------------- | ----------------- | ----------------- | ----------------- | ----------------- |
| N°C:5   | PRIMERA TEMPORADA                       | PRIMERA TEMPORADA | PRIMERA TEMPORADA | PRIMERA TEMPORADA | PRIMERA TEMPORADA |
| 1x01    | Abogado bueno, abogado muerto           | 05/06/2008        | 3.007.000         | 16,6%             |                   |
| 1x02    | Genéticamente infiel                    | 12/06/2008        | 2.493.000         | 13,8%             |                   |
| 1x03    | Hijo de... Mario                        | 19/06/2008        | 2.412.000         | 14,3%             |                   |
| 1x04    | Todo locos                              | 03/07/2008        | 2.041.000         | 13,3%             |                   |
| 1x05    | Por el mejor                            | 10/07/2008        | 1.756.000         | 12,4%             |                   |
| N°C:11  | SEGONA TEMPORADA                        | SEGONA TEMPORADA  | SEGONA TEMPORADA  | SEGONA TEMPORADA  | SEGONA TEMPORADA  |
| 2x01    | Mujeres y marihuana                     | 19/10/2008        | 2.151.000         | 11,3%             |                   |
| 2x02    | 7 horas y 34 minutos                    | 26/10/2008        | 2.038.000         | 12,1%             |                   |
| 2x03    | Con un par                              | 02/11/2008        | 2.077.000         | 11,9%             |                   |
| 2x04    | Guapa y mala                            | 09/11/2008        | 2.194.000         | 13,4%             |                   |
| 2x05    | Dame veneno                             | 16/11/2008        | 1.941.000         | 11,9%             |                   |
| 2x06    | Licencia para juzgar                    | 23/11/2008        | 2.150.000         | 13,0%             |                   |
| 2x07    | El enemigo en casa                      | 30/11/2008        | 2.076.000         | 12,4%             |                   |
| 2x08    | La guillotina                           | 07/12/2008        | 1.641.000         | 10,1%             |                   |
| 2x09    | Bachata en Hong-Kong                    | 14/12/2008        | 1.711.000         | 8,6%              |                   |
| 2x10    | La primera vez que me dijiste te quiero | 14/12/2008        | 1.822.000         | 12,5%             |                   |
| 2x11    | Juicio en rosa                          | 21/12/2008        | 1.460.000         | 10,9%             |                   |

## Premis
- Nominació al Premi Unión de Actores a la millor actriu protagonista de televisió: Nathalie Poza.